# Franciszek Przebindowski
Franciszek Przebindowski (ur. 31 maja 1873 roku w Krakowie, zm. 11 grudnia 1937 tamże) – polski malarz.

## Życiorys
Uprawiał głównie malarstwo ścienne i sztalugowe. Autor wielu projektów polichromii, które również często sam wykonywał m.in. w Rzeszowie, w bazylice oo. Bernardynów w Leżjasku, w kościele parafialnym w Przeworsku, w Kalwarii Zebrzydowskiej, w kościele oo. Franciszkanów w Krakowie, w Igołomi i wielu innych miastach. W roku 1927 wykonał polichromię, według własnego projektu, w kościele pod wezwaniem św. Wawrzyńca i św. Katarzyny w Radziszowie. W 1929 roku polichromię w kościele Wszystkich Świętych w Sobolewie, a rok później w 1930 namalował dekoracje polichromowe w parafii Ducha Świętego w Chronowie. Jest również autorem stacji Drogi Krzyżowej w klasztorze oo. Reformatów w Wieliczce. 1934 roku malował polichromię według projektu Józefa Mehoffera Malarze polscy w Turku. Pracował także, wespół z prof. Juliuszem Makarewiczem, przy renowacji fresków na Jasnej Górze w Częstochowie.
Prace olejne artysty to głównie pejzaże i martwe natury oraz portrety (w tym portrety dzieci artysty). Tematyka jego prac akwarelowych związana jest z Krakowem, który obok Poznania był głównym terenem jego działalności artystycznej. 
Franciszek Przebindowski był bratankiem rzeźbiarza Józefa Przebindowskiego i ojcem artysty malarza, profesora ASP w Krakowie Zdzisława Przebindowskiego. Pochowany na cmentarzu Rakowickim w Krakowie (kwatera VIII-6-5).